# Jolanta Molenda
Jolanta Molenda z domu Bartczak (ur. 11 września 1963, zm. 16 marca 2017) – polska siatkarka, mistrzyni i reprezentantka Polski.

## Kariera sportowa
Była zawodniczką ŁKS Łódź, z którym wywalczyła mistrzostwo Polski w 1983 oraz wicemistrzostwo Polski w 1982 i 1986, a także Puchar Polski w 1982 i 1986 mistrzostwo Polski juniorek w 1982 (pauzowała w sezonie 1984/1985). W 1986 została zawodniczką Czarnych Słupsk i zdobyła z nimi mistrzostwo Polski w 1987 i wicemistrzostwo Polski w 1988, a także Puchar Polski w 1987. Ze słupskiego klubu odeszła po sezonie 1988/1989 i powróciła do Łodzi, gdzie ponownie występowała w ŁKS.
W reprezentacji Polski seniorek debiutowała 21 lipca 1982, w towarzyskim spotkaniu z NRD. W 1987 wystąpiła na mistrzostwach Europy, zajmując z drużyną 11. miejsce. Ostatni raz w reprezentacji wystąpiła 3 października 1987, w meczu ME z Belgią. Łącznie w I reprezentacji wystąpiła 117 razy.
W ostatnim okresie życia zmagała się z bezdomnością.